# Miconia maroana
Miconia maroana är en tvåhjärtbladig växtart som beskrevs av John Julius Wurdack. Miconia maroana ingår i släktet Miconia och familjen Melastomataceae. Inga underarter finns listade i Catalogue of Life.